# 아쿠타가와 류노스케상
아쿠타가와 류노스케상(일본어: 芥川龍之介賞)은 아쿠타가와상으로 잘 알려져 있는 일본의 문학상이다. 일본의 소설가 아쿠타가와 류노스케의 업적을 기려, 1935년에 그의 친구 기쿠치 간이 나오키 상과 함께 창설하였다. 시상은 1년에 두 번 상반기와 하반기에 이루어진다.
1945년에 일시중단되었다가 1949년에 부활했다. 수상작은 잡지 《분게이슌주》에 게재되며, 일본문화진흥회에서 운영하고 있다.
심사는 요정(料亭) 신키라쿠(新喜楽)의 1층에서 행해진다(나오키 상 심사는 2층에서).

## 한국 번역작
- 25회 아베 코보 《벽 S·카르마씨의 범죄》 ISBN 89-89054-05-2
- 75회 무라카미 류 《한없이 투명에 가까운 블루》 ISBN 978-89-8497-573-6
- 77회 이케다 마스오 《에게해에 바친다》 ISBN 2003374000742
- 78회 미야모토 테루 《반딧불강》 ISBN 89-546-0129-4
- 100회 이양지 《유희》 ISBN: 8970020152
- 104회 오가와 요코 《임신 캘린더》 ISBN 89-5709-067-3
- 110회 오쿠이즈미 히카루 《돌의 내력》 ISBN 978-89-546-0238-9
- 115회 가와카미 히로미 《뱀을 밟다》 ISBN 89-89722-32-2
- 116회 유미리 《가족시네마》 ISBN 89-12-11505-7
- 116회 쓰지 히토나리 《해협의 빛》 ISBN 89-12-11506-5
- 119회 후지사와 슈 《부에노스아이레스 오전 0시》 ISBN 89-86448-76-9
- 120회 히라노 게이치로 《일식》 ISBN 978-89-546-0813-8
- 124회 호리에 도시유키 《곰의 포석》 ISBN 89-8281-959-2
- 125회 겐유 소큐 《중음의 꽃》 ISBN 978-89-7063-357-2
- 126회 나가시마 유 《맹스피드 엄마》 ISBN 89-7063-495-9
- 127회 요시다 슈이치 《파크 라이프》 ISBN 89-7063-363-4
- 128회 다이도 다마키 《이렇게 째째한 로맨스》 ISBN 89-8273-670-0
- 130회 와타야 리사 《발로 차 주고 싶은 등짝》 ISBN 89-90462-42-8
- 130회 가네하라 히토미 《뱀에게 피어싱》 ISBN 89-8281-854-5
- 131회 모브 노리오 《간병입문》 ISBN 89-91486-09-6
- 132회 아베 가즈시게 《그랜드 피날레》 ISBN 89-5759-144-3
- 133회 나카무라 후미노리 《흙 속의 아이》 ISBN 89-374-8104-9
- 134회 이토야마 아키코 《바다에서 기다리다》 ISBN 89-378-3154-6
- 135회 이토 다카미 《8월의 길 위에 버리다》 ISBN 978-89-378-3203-1
- 136회 아오야마 나나에 《혼자있기 좋은날》 ISBN 978-89-5709-110-4
- 137회 스와 데쓰시 《안드로메다 남자》 ISBN 978-89-7527-610-1
- 138회 가와카미 미에코 《젖과 알》 ISBN 978-89-8392-289-2
- 139회 양 이 《시간이 스며드는 아침》 ISBN 978-89-90982-32-2
- 144회 니시무라 겐타 《고역열차》ISBN 978-89-6370-650-4
- 146회 엔조 도 《어릿광대의 나비》 ISBN 978-89-374-8618-0

## 최연소·최연장 수상
| # | 수상작가        | 수상시기                | 수상 당시 나이 |
| - | --------------- | ----------------------- | -------------- |
| 1 | 와타야 리사     | 2003년 하반기 (제130회) | 19세 11개월    |
| 2 | 가네하라 히토미 | 2003년 하반기 (제130회) | 20세 5개월     |
| 3 | 마루야마 겐지   | 1966년 하반기 (제56회)  | 23세 0개월     |
| 4 | 이시하라 신타로 | 1955년 하반기 (제34회)  | 23세 3개월     |
| 5 | 오에 겐자부로   | 1958년 상반기 (제39회)  | 23세 5개월     |
| 6 | 히라노 게이치로 | 1998년 하반기 (제120회) | 23세 6개월     |
| 7 | 아오야마 나나에 | 2006년 하반기 (제136회) | 23세 11개월    |
| 8 | 무라카미 류     | 1976년 상반기 (제75회)  | 24세 4개월     |